# Salmo
 Salmo  ist eine Gattung der Knochenfische aus der Familie der Lachsfische (Salmonidae). Die Arten der Gattung kommen in Europa, Nordafrika und Westasien vor. Der Gattung gehören mit der Forelle (Salmo trutta) und dem Atlantischen Lachs (Salmo salar) beliebte Speisefische an.

## Merkmale
Es handelt sich um langgestreckte Fische mit höherem als breitem Körperquerschnitt. Der Kopf ist relativ klein, die Mundspalte reicht bis unter das Auge und die Kiefer sind bei den Männchen während der Paarungszeit meist zu einem Haken verformt. Die Zunge und der Stiel des Pflugscharbeins sind bezahnt, letzterer zumindest in der Jugend. Die Flanken weisen zahlreiche dunkle Punkte auf, die Schwanzflosse ist einfarbig. Die Afterflosse weist sechs bis neuneinhalb verzweigte Strahlen auf. Die Schuppen des Seitenlinienorgans sind rundlich, überlappend und etwa so groß wie die Schuppen darüber und darunter.

## Lebensweise
Fische der Gattung Salmo sind meist anadrome Wanderfische, leben also im Meer, steigen aber zum Laichen in Flüsse auf. Bei vielen Arten gibt es neben der anadromen Wanderform („Meerforelle“) auch ständig im Süßwasser verbleibende Formen („Bachforelle“, „Seeforelle“), bei manchen Arten kommen nur Süßwasserformen vor. Die verschiedenen Formen sind meist nicht genetisch getrennt, können sich untereinander paaren und Individuen können bei manchen Arten von einer Form zur anderen wechseln.

## Systematik
Die Systematik innerhalb der Gattung Salmo ist sehr umstritten. Während einige Autoren nur wenige Arten anerkennen, erkennen andere Autoren zahlreiche lokale Populationen als Arten oder Unterarten an. Genaue Untersuchungen werden durch das Vorkommen verschiedener Formen innerhalb einer Art sowie durch den Besatz von Gewässern mit ortsfremden Fischen erschwert, so dass die ursprünglichen Verbreitungsgebiete teilweise nicht mehr feststellbar sind.

### Arten
Die folgende Artaufstellung folgt für die europäischen Arten Maurice Kottelat und Jörg Freyhof und für die außereuropäischen Arten Fishbase:

#### Europa
- Salmo aphelios
- Salmo balcanicus
- Gardaseeforelle (Salmo carpio)
- Salmo cenerinus
- Mittelmeer-Bachforelle (Salmo cetti)
- Salmo ciscaucasicus
- Salmo dentex
- Salmo ezenami
- Salmo farioides
- Feroxforelle (Salmo ferox)
- Salmo fibreni
- Schwarzmeerforelle (Salmo labrax)
- Ohridforelle (Salmo letnica)
- Salmo lourosensis
- Salmo lumi
- Salmo macedonicus
- Marmorierte Forelle (Salmo marmoratus)
- Salmo montenigrinus
- Salmo nigripinnis
- Adria-Forelle (Salmo obtusirostris)
- Salmo ohridanus
- Salmo pelagonicus
- Salmo peristericus
- Salmo rhodanensis
- Atlantischer Lachs (Salmo salar)
- † Maiforelle (Salmo schiefermuelleri)
- Salmo stomachicus
- Salmo taleri
- Forelle (Salmo trutta)

#### Nordafrika
- Salmo akairos
- Salmo multipunctatus[5]
- † Salmo pallaryi
- Salmo viridis[5]

#### Westasien
- Abantgöl-Forelle (Salmo abanticus)
- Salmo baliki Turan et al., 2021
- Salmo chilo
- Salmo ekmekciae Küçük et al., 2024
- Salmo euphrataeus Turan et al., 2014
- Sewan-Forelle (Salmo ischchan)
- Salmo labecula
- Salmo kottelati Turan et al., 2014
- Salmo munzuricus Turan et al., 2017
- Salmo okumusi Turan et al., 2014
- Salmo opimus
- Anatolische Forelle (Salmo platycephalus)
- Salmo trutta aralensis
- Amudarja-Forelle (Salmo trutta oxianus)
- Salmo tigridis